# Rapetosaurus
Rapetosaurus krausei
Genre
Espèce
Rapetosaurus est un genre éteint de dinosaures sauropodes qui vivait à Madagascar à la fin du Crétacé supérieur.
Une unique espèce, Rapetosaurus krausei, a été identifiée et décrite par Kristina Curry Rogers et Catherine A. Forster en 2001 et 2004,.
Comme d'autres sauropodes, Rapetosaurus était un herbivore quadrupède ; il a été calculé qu'il pouvait atteindre une taille de 15 mètres.

## Localisation et datation
Les restes fossiles ont été découverts dans le bassin du Mahajanga, au Nord-Ouest de Madagascar, tout près de la ville portuaire de Mahajanga. Ils furent découverts dans une couche gréseuse de la formation géologique de Maevarano. Cette formation rocheuse est datée du Maastrichtien (dernier étage du Crétacé supérieur, ce qui signifie que les os fossiles ont environ entre 70 et 66 Ma (millions d'années), juste avant la grande extinction Crétacé-Tertiaire.

## Description

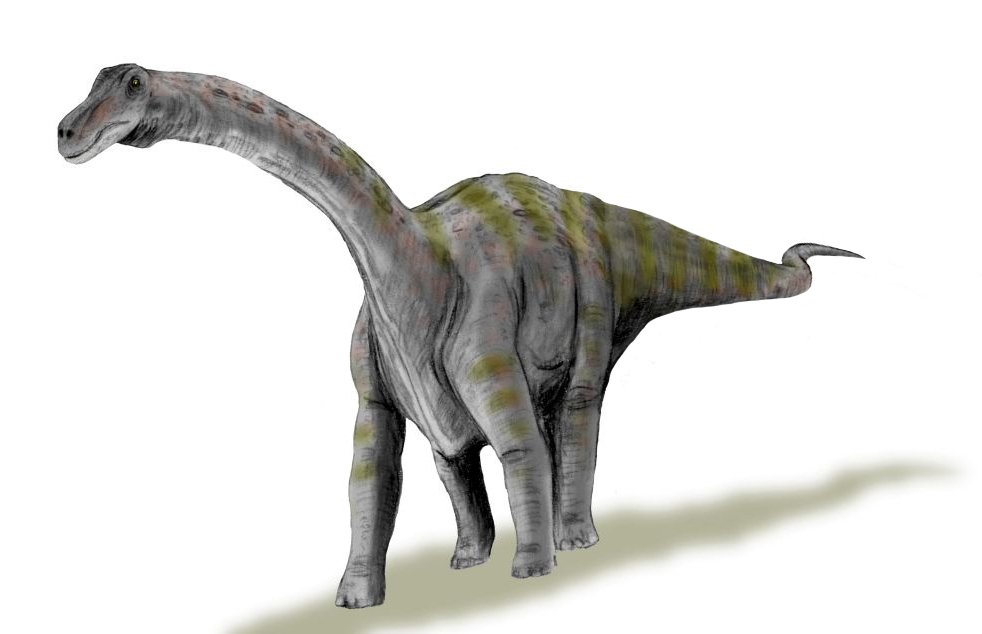
Rapetosaurus vue d'artiste.

Rapetosaurus était un sauropode relativement classique, avec une queue courte et svelte, un très long cou et un corps massif. Sa tête ressemblait à celle d'un Diplodocidae, avec de longs et étroits museau et narines sur le sommet de son crâne. C'était un animal herbivore et ses petites dents en forme de crayons était parfait pour arracher les feuilles des arbres, mais pas les mâcher.
Pour un titanosaure, sa taille était relativement modeste. Les jeunes atteignaient 8 mètres de la tête à la queue et pesaient autant qu'un éléphant, selon Kristina Curry Rogers. Un adulte devait être deux fois plus long (15 mètres) ce qui est toujours moitié moins que les gigantesques représentant de sa famille, comme Argentinosaurus et Paralititan.

### Période
Au tout début du Crétacé supérieur tous les groupes de sauropodes, à l'exception des titanosaures, étaient éteints. Les titanosaures étaient les herbivores dominants du Crétacé supérieur sur les continents du Sud. Leur règne fut interrompu par l'extinction Crétacé-Tertiaire qui éradiqua les dinosaures non-aviens, il y a environ 66 millions d'années.

## Découverte et dénomination
La découverte de Rapetosaurus, connu par une seule espèce, Rapetosaurus krausei (prononcé : rah-PAY-too-SORE-us KROW-sie, signifiant « Lézard géant espiègle de Krause »), constitue la première fois où un squelette de titanosaure a été découvert pratiquement intact. Il a permis de clarifier quelques difficultés, telles que la classification scientifique au sein de ce large groupe des dinosaures sauropodes. Il a également servi de base à la reconstitution d'autres titanosaures, qui ne sont connus que par des restes fossiles parcellaires.
La découverte fut publiée en 2001 par Kristina Curry Rogers et Catherine A. Forster dans la revue scientifique Nature. Le squelette pratiquement complet est celui d'un petit de Rapetosorus ainsi que ceux de trois autres individus.

### Les fouilles de Madagascar
Les fouilles ont révélé un squelette partiel (UA 8698, le spécimen holotype), un second crâne partiel, le squelette d'un jeune dont il ne manque que quelques vertèbres de la queue, ainsi qu'une autre vertèbre. Le squelette du petit, en particulier, est le squelette de titanosaure le plus complet jamais découvert et le seul présentant un crâne toujours attaché au reste du corps.
Ils ont été découverts par une équipe de l'Université de New York assistée de l'Université d'Antananarivo. Le chef d'équipe, David Krause, extrait des fossiles de ce site depuis 1993.

### Un trésor d'os
Le site de Madagascar a révélé un grand nombre de découvertes paléontologiques significatives pour Krause et son équipe. En plus des dinosaures, des fossiles de poissons, grenouilles, tortues, serpents, crocodiles, oiseaux et mammifères, ont été excavés.
Les découvertes significatives sont :
- le crâne d'un Majungasaurus, un grand théropode carnivore du type   Abelisauridae, fut découvert en 1996. Il est identique à des espèces découvertes en Inde et en Argentine, ce qui signifie qu'un pont de terre entre les fragments de l'ancien supercontinent du Gondwana existait toujours au Crétacé supérieur bien plus tard que ce qui était estimé. Le plus probable est l'existence d'un pont de terre permettant aux animaux de passer de l'Amérique du Sud à l'Antarctique, puis vers l'Inde et Madagascar (Voir également faune australe du Crétacé) ;
- des fossiles de Majungasaurus ont également été découverts avec des marques de dents qui proviennent clairement de la même espèce, faisant de lui le premier dinosaure ayant pratiqué le cannibalisme ;
- Masiakasaurus qui constitue une nouvelle espèce de théropode, qui possédait de très inhabituelles dents qui ressortaient directement de la mâchoire ;
- une unique dent d'un marsupial, âgée de 70 millions d'années. Madagascar fut séparée de l'Afrique lorsque les marsupiaux évoluèrent pour la première fois dans l'hémisphère Nord. Il n'existe actuellement aucune espèce de marsupiaux sur l'île, ce qui a fait renaître l'idée que des colonies d'animaux pourraient avoir traversé de larges bandes d'eaux.

### Conséquence

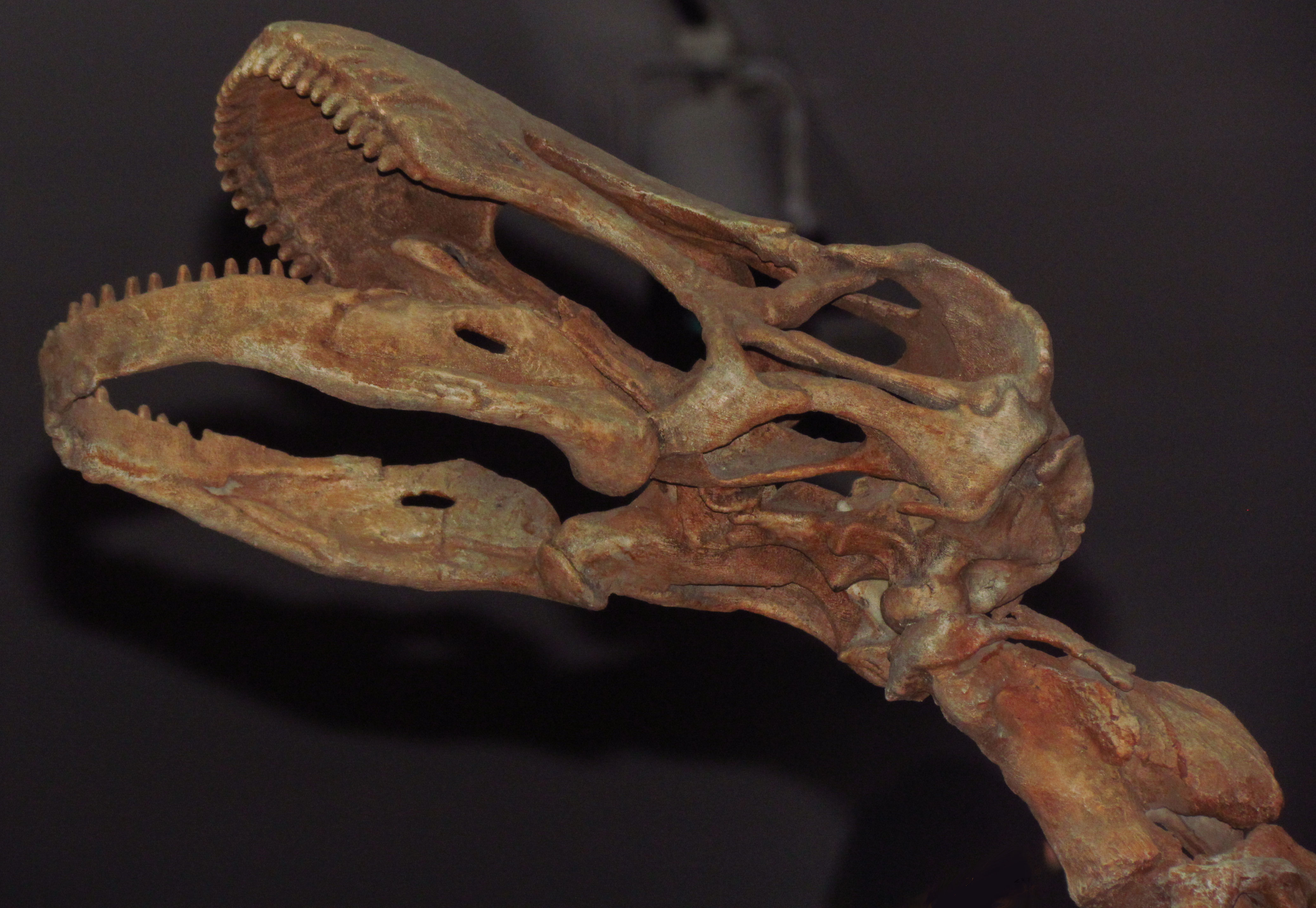
crâne vue de dessous, Musée royal de l'Ontario.

Les titanosaures constituent le groupe de sauropodes le plus important, mais demeurent pauvrement représentés parmi les fossiles. D'autres groupes de sauropodes, même de petites familles telle les brachiosauridae, sont connus par des restes bien plus complets. Jusqu'à la découverte de Rapetosaurus, les 30 genres étaient représentés par simplement quelques os, un squelette ou un crâne partiel. Titanosaurus, découvert en 1887, n'est encore connu que par un squelette partiel.
Cela a rendu difficile la détermination des relations entre les divers genres de titanosaures, mais également comment les titanosaures sont liés à d'autres tels que les Macronaria (groupe qui inclut les Nemegosaurides et les Brachiosauridae).
Le taxon a souvent été usité comme décharge, puisque s'y retrouvent de nombreux genres identifiés comme incertae sedis (appartenant à un groupe inconnu), du fait que trop peu est soit connu afin de les classer de manière plus précise.
Les crânes du type Diplodocus ont démontré que les crânes de titanosaures varient plus qu'on ne le pensait par le passé. La plupart des paléontologues pensent que les titanosaures possédaient des crânes en forme de boîtes avec les narines à mi-museau, comme c'est le cas pour le Camarasaurus, mais Rapetosaurus possédait un long et petit crâne, avec des narines sur le dessus, à l'exemple du Diplodocus. Cela a permis de classifier des genres connus seulement par leur crâne ressemblant à celui des Diplodocus (comme Quaesitosaurus et Nemegtosaurus et autres nemegtosauridés) parmi les Macronaria plutôt que les Diplodocoidea.
Les analyses du reste du crâne et du corps ont également confirmé ce qui n'était que jusqu'alors supposé, à savoir que les titanosaures sont liés de manière très proche aux Brachiosauridae. Un squelette complet peut également servir de base lors de la reconstitution d'autres titanosaures dont les restes sont peu nombreux.

## Classification
La nouvelle espèce, Rapetosaurus krausei, fut décrite dans l'édition du 2 août 2001 de la revue scientifique Nature, par Kristina Curry Rogers et Catherine A. Forster.
Rapetosaurus est un membre de la famille des Nemegtosauridae, qui se trouve à l'intérieur du taxon des Titanosauria non classés.

## Étymologie
Le nom générique Rapetosaurus est un dérivé de « Rapeto » (un géant dans in la culture folklorique malgache) et sauros, qui signifie lézard en grec ancien. L'épithète, krausei, provient du nom du chef d'équipe de l'expédition, David W. Krause.